# Ministry of Fear
Ministry of Fear és una pel·lícula negra nord-americana del 1944 dirigida per Fritz Lang, i protagonitzada per Ray Milland i Marjorie Reynolds. Basada en la novel·la de 1943 de Graham Greene. Explica la història d'un home que surt d'un manicomi i que es veu atrapat en una xarxa d'espies internacional i perseguit per agents nazis després de rebre sense voler alguna cosa que volen. Victor Young va compondre la banda original.

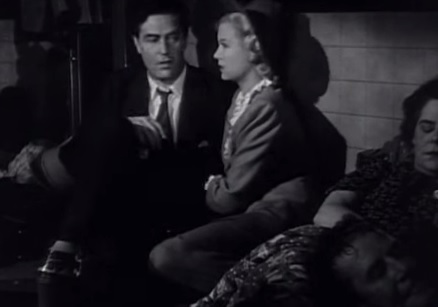
Ray Milland i Marjorie Reynolds en part d'un fotograma de l'anunci de la pel·lícula

## Trama
A l'Anglaterra en temps de guerra durant el blitz, Stephen Neale és alliberat del Lembridge Asylum. Mentre espera un tren cap a Londres, Neale visita una festa del poble organitzada per l'organització benèfica Mothers of Free Nations. Se l'insta a anar a la tenda de la lectora de mans perquè la senyora Bellane, una dona gran, li expliqui la seva fortuna. Li demana que ignori el passat i expliqui el futur, que la comença. Li diu crípticament que participi en un concurs i que endevini el pes d'un pastís com 4 lliures i 15½ unces. Neale ho fa i guanya el pastís. Aleshores un jove ros s'apressa a veure la senyora Bellane. La gent intenta convèncer en Neale perquè doni el pastís a l'home ros, però Neale es nega.
En Neale se'n va de Lembridge amb només un cec compartint el seu compartiment de tren. En Neale li ofereix un pastís. Neale veu que l'home cec es menja la seva porció. Quan el tren s'atura durant un atac aeri, el company d'en Neale resulta que no és cec després de tot, copeja a Neale amb el seu bastó, roba el pastís i fuig, i Neale el persegueix. L'home li dispara, però és mort per una bomba alemanya. Neale troba el revòlver de l'home i continua cap a Londres.
Neale contracta el detectiu privat George Rennit perquè l'ajudi a investigar les Mothers of Free Nations. Neale coneix Willi Hilfe i la seva germana Carla, refugiades d'Àustria que dirigeixen l'organització benèfica. Willi el duu a la mansió de Londres de la senyora Bellane (seguit per Rennit). Neale està sorprès en descobrir que aquesta senyora Bellane és una jove i bella médium. Els convida a quedar-se a la seva sessió. Entre els altres assistents hi ha l'artista Martha Penteel, la psiquiatra Dr. Forrester, i el senyor Cost, l'home ros de la festa. Després que les llums s'atenuen, una veu misteriosa afirma que va ser enverinada per Neale que en queda desconcertat. Aleshores sona un tret: Cost es troba mort a trets. Neale admet tenir l'arma del cec. Fuig amb l'ajuda de Willi.
Neale va a l'oficina de Rennit, només per trobar-la saquejada. Parla amb la Carla. Un atac aeri els obliga a refugiar-se en una estació del Metro, on Neale revela que havia planejat eutanasiar la seva dona terminalment malalta. Va canviar d'opinió, però ella es va suïcidar amb el verí que havia comprat. A causa de les circumstàncies, Neale va rebre una condemna lleugera de dos anys a l'asil.
L'endemà al matí, la Carla amaga en Neale a la llibreria d'un amic. Neale descobreix un llibre de Forrester, The Psychoanalysis of Nazidom. La Carla revela que Forrester és una de les seves voluntàries, així com una consultora del Ministeri de Seguretat Domiciliària. Neale està convençut que l'organització de la Carla és un front per als espies nazis. La Carla descobreix que gairebé totes les persones de les quals Neale sospita són voluntaris de caritat, tots recomanats per Forrester. Li explica a Willi el seu descobriment i admet que estima en Neale.
Aquella tarda, Neale va al pis de Penteel, només per trobar la senyora Bellane. Els dos discuteixen. Fuig quan torna en Penteel i comença a cridar la policia.
Més tard, la Carla diu a Neale el que ha descobert. El llibreter demana a la parella que lliuri uns llibres en una maleta des que se'n van. La bomba que hi ha a l'interior gairebé els mata.
Neale es desperta a l'hospital, presoner de l'inspector Prentice d'Scotland Yard. Neale convenç Prentice de buscar proves a la casa bombardejada. En Neale troba un microfilm de secrets militars dins d'un tros de pastís al niu d'un ocell. Els funcionaris insisteixen que els documents només s'han tret d'una caixa forta dues vegades, la segona quan el sastre de Forrester, Travers, hi era present. Neale recorda que el pis buit es va llogar a nom de Travers.
En Prentice i en Neale van a la sastreria i descobreixen que Travers és Cost. Aparentment, Travers truca a un client sobre un vestit: en realitat és un missatge codificat. Aleshores, veient que està atrapat, se suïcida. Quan en Neale marca el número, la Carla respon.
En Neale s'escapa per enfrontar-se a la Carla. Willi emergeix, armat amb una pistola, i admet que és el cap de l'anell d'espies. Una altra còpia del microfilm està cosida al vestit que va rebre de Travers. La Carla llança un canelobre, donant cops a la mà del seu germà. Els dos homes lluiten i la Carla agafa l'arma. Quan ella es nega a lliurar-la a Willi, ell intenta fugir, però ella el mata a trets. Forrester i altres agents nazis persegueixen Neale i Carla. Prentice arriba i mata els nazis restants.

## Repartiment
| - Ray Milland - Stephen Neale - Marjorie Reynolds - Carla Hilfe - Carl Esmond - Willi Hilfe/Mr. Macklin - Hillary Brooke - Mrs. Bellane #2 - Percy Waram - Inspector Prentice - Dan Duryea - Cost/Travers - Alan Napier - Dr. Forrester - Erskine Sanford - George Rennit - Mary Field - Martha Penteel - Aminta Dyne - Mrs. Bellane #1 |

## Comparació amb la novel·la
El protagonista de Graham Greene, Arthur Rowe (Stephen Neale a la pel·lícula), està profundament turmentat per la culpa per haver assassinat la seva dona. A la pel·lícula, això és un simple assassinat per misericòrdia, un suïcidi assistit. Al llibre, en Rowe introdueix el verí a la llet de la seva dona -"que estrany sap", diu ella- i la deixa morir sola. Tot i la constatació oficial d'un assassinat per misericòrdia, creu "que en algun lloc hi havia justícia, i la justícia el va condemnar". Sap que l'acte no va ser tant per acabar amb el seu patiment, com per acabar amb el seu. Aquest sentiment aclaparador de culpa, que impregna la novel·la de principi a fi, està absent de la pel·lícula.
La pel·lícula omet tot l'empresonament de Rowe a l'asil privat del doctor Forester amb amnèsia, després que la bomba de la caixa explosiva dels llibres esclatés. A poc a poc va descobrint que la institució està dirigida per agents nazis i que els reclusos que s'assabenten de massa són eliminats. Encara que és dolorós recuperar els seus records, s'adona que ha de recordar tot el que pugui i sortir a informar la policia.
El seu interès amorós, Anna Hilfe (Carla Hilfe a la pel·lícula), apareix a la pel·lícula de Fritz Lang sense estar involucrada en les activitats d'espionatge del seu germà. A la novel·la, ella no mata el seu germà a trets i no hi ha un tiroteig al terrat amb agents nazis. El seu germà Willi Hilfe, armat amb una pistola d'una sola bala, se suïcida, al lavabo d'una estació de ferrocarril, quan no pot escapar. L'Anna (Carla) ha de temer sempre que es deixin veure com una espia, de la mateixa manera que Rowe (Neale) tem que l'exhibeixi com a assassí. Continuen junts, amants, però amb prou feines la parella alegre i despreocupada que representa la pel·lícula: “Han hagut de trepitjar amb compte tota la vida, mai parlar sense pensar-s'ho dues vegades... Mai sabrien què era no tenir por de descobrir." Això, no la recerca d'espia de la pel·lícula, és el cor de la novel·la de Graham Greene.

## Recepció
En una ressenya en el moment de la publicació, Bosley Crowther de The New York Times va escriure positivament sobre Ministry of Fear, afirmant: "El Sr. Lang ha donat alguna cosa a la pel·lícula de la qualitat esgarrifosa d'alguns dels seus primers shocks alemanys: un augment estranyament arquejat i maníac que es produeix mitjançant un ús suggerent de la càmera i un ritme morbós en llocs més crítics. Així, les sensacions de por i boira es transmeten d'una manera força inusual per la nostra pantalla, generalment amb excés de feina."
Dave Kehr del Chicago Reader va elogiar la pel·lícula, escrivint: "Aquest thriller de 1944 representa una trobada històrica de dos mestres de la culpa i la paranoia catòlica, el novel·lista Graham Greene i el director Fritz Lang. Ray Milland, acabat de sortir d'un sanatori, troba el món exterior més que una combinació adequada per als seus deliris mentre ensopega amb una elaborada trama nazi. La qualitat al·lucinatòria de l'escena inicial (un país innocent resulta ser un niu d'espies) recorda les pel·lícules expressionistes de Lang dels anys 20, però aquesta és una pel·lícula més madura, més controlada, el més pur i millor Lang."
Judd Blaise, escrivint per Allmovie, afirma: "Tot i que no arriba al mateix nivell de clàssic atemporal que l'adaptació de Carol Reed d' El tercer home de Greene quatre anys després, Ministry of Fear és un exemple ben fet, apassionant i intel·ligent de cinema negre."